# 215. п. н. е.

## Догађаји
- Битка код Дертосе
- Опијев закон
- Почиње Први македонски рат

## Рођења
- Антиох IV Епифан